# Dexter Is Delicious
Dexter Is Delicious, de Jeff Lindsay, é o quinto livro da série Dexter lançado em 2010 nos Estados Unidos e em outubro de 2011 no Brasil. Precedido por Dexter by Design e seguido por Double Dexter.
O livro contém elementos de canibalismo. Lindsay falou sobre a pesquisa que fez durante a escrita do livro, "Existem grupos de bate-papo para canibais [...] morrendo de vontade para te passar uma receita de como preparar e cozinhar carne humana."

## Recepção
O livro foi bem recebido pelos críticos. J.A. Jance, do Los Angeles Times, o descreveu como "sombriamente delicioso e divertido". Segundo Nevin Martell, do Washington City Paper, o enredo faz do livro "uma prazerosa distração".
A recepção do público em geral também foi positiva. No website Goodreads, a partir de 4.671 avaliações, o livro conseguiu 3,77 de um máximo de 5 estrelas.